# بريت هيل
بريت هيل (بالإنجليزية: Brett Hill) هو سباح أسترالي، ولد في 8 أغسطس 1944 في سيدني في أستراليا، وتوفي في 5 يوليو 2002.

## روابط خارجية
- بريت هيل على موقع الاتحاد الدولي للسباحة (الإنجليزية)
- بريت هيل على موقع SwimRankings.net (الإنجليزية)
- بريت هيل على موقع اللجنة الأولمبية الدولية (الإنجليزية)
- بريت هيل على موقع أوليمبيديا (الإنجليزية)
- بريت هيل على موقع اللجنة الأولمبية الأسترالية (الإنجليزية)
- بريت هيل على موقع اتحاد ألعاب الكومنولث (مؤرشف) (الإنجليزية)